# Cristo coronado de espinas (Tiziano)
Cristo coronado de espinas o La coronación de espinas es un cuadro del pintor italiano Tiziano.
Está realizado en óleo sobre lienzo, y fue pintado hacia 1576, encontrándose actualmente en la Pinacoteca Antigua de Múnich. Se considera una de sus últimas obras.
Se trata de una típica composición de la época final del maestro. Con una proporción ideal formal y gran fuerza expresiva, la pintura se encuandra estilísticamente aún dentro del Alto Renacimiento.
Destaca el gran dinamismo logrado por el artista, en parte por la colocación de las figuras, creándose la impresión de movimiento constante. El estilo es casi preimpresionista,[cita requerida] siendo muy llamativa la utilización de pinceladas anchas y sueltas, aplicadas con gran libertad, que crean formas y contornos poco definidos y una especie de torbellino de colores. A veces se han atribuido estas particularidades al estado inacabado del cuadro. Es original también la forma de resolver la ambientación nocturna del episodio.